# Мамедов, Иса Рахман оглы
Мамедов Иса Рахман оглы (род. 15 октября 1953, Ленкоранский район) – доктор технических наук, профессор кафедры «Радиотехника и телевизионные системы» Азербайджанского Технического Университета (АзТУ). Заслуженный инженер Азербайджана (2016).

## Биография
Иса Рахман оглы Мамедов родился 15 октября 1953 года в Ленкоранском районе Азербайджанской ССР. В 1975 г. окончил Азербайджанский Политехнический Институт по специальности «Радиосвязь и радиовещание». В 1978 г. поступил в очную аспирантуру Московского Электротехнического Института Связи, где под руководством известного ученого С.В. Новаковского занимался разработкой телевизионной системы типа «Телетекст».
В 1982 г. защитил кандидатскую диссертацию. В 1988 г. ему было присвоено ученое звание доцента. Далее продолжая научно-исследовательские работы в области цифрового телевизионного вещания типа ISDB с 1983 г. по 2002 г., И.Р. Мамедов защитил докторскую диссертацию в Одесской Национальной Академии Связи (научный консультант С.В. Новаковский).
И.Р. Мамедов окончил Университет Марксизма-Ленинизма по специальности «Внешняя политика Советского Союза». В 2007 г. ему было присвоено ученое звание профессора.
И.Р. Мамедов является академиком Международной Академии Информатизации и Связи с 2003 г. Свободно владеет азербайджанским, английским, русским и турецким языками.

## Научная и научно-педогогическая деятельность
После защиты докторской диссертации И.Р. Мамедов подготовил шесть кандидатов технических наук и докторов философии по технике, еще четыре докторанта продолжают научные исследования под его руководством.  В настоящее время ведутся научно-исследовательские работы в области многоканального и многофункционального телевизионного вещания, сотового телевидения под руководством И.Р.Мамедова. 
И.Р.Мамедов издал три учебника, три учебных пособия, четыре монографии (в том числе, и в центральном издательстве: «Передача неподвижных и графических телевизионных изображений. М.: Радио и связь, 1999), девять методических пособий и более 120 научных статьей.
В разное время начиная с 1996 г. И.Р. Мамедов работал деканом факультета «Радиотехника», заведовал кафедрой «Радиотехника» в АзТУ, параллельно с 1997 г. по 2003 г. возглавлял кафедру «Судовые радиооборудования» Азербайджанской Государственной Морской Академии.
В 2010-2012 г. был ученым секретарем ВАК Азербайджанской Республики, членом Научно-Технического Совета Министерства Связи  Азербайджанской Республики, с 2012г. член и руководитель семинара специализированного Совета по защите докторской диссертации при АзТУ, с 1997 г. по 2015 г. был ученым секретарем, заместителем председателя Учебно-Методического Совета «Электроника и связь» Министерства Образования Азербайджанской Республики.
И.Р. Мамедов  в настоящее время преподает курсы «Радиопередающие, радиоприемные и антенные устройства», «Системы мобильной связи», «Телевизионная техника» и «Теория передачи сигналов» на азербайджанском, на английском и на русском секторах университета.  Одновременно с 2004 года начал  возглавлять Технический отдел Национального Совета Телевидения и Радио Азербайджанской Республики, в настоящее время является младшим советником государственной службы.  И.Р. Мамедов  ведет работу по внедрению цифрового телевизионного вещания, многоканального сотового эфирно-кабельного телевидения в Азербайджане. За высокий уровень работы в области телевидения Президентом Азербайджанской Республики ему в 2016 году присвоено звание «Заслуженного инженера» республики.

## Научные и научно-методические работы

### Книги
- Четыре монографии, три учебника, три учебного пособия, девять методического пособия.

### Научные статьи
Более 120 научных статей.